# ドール原子力発電所
ドール原子力発電所（ドールげんしりょくはつでんしょ、 オランダ語: kerncentrale van Doel (KCD) ）またはドエル原子力発電所は、ベルギー北部オースト＝フランデレン州ドゥール（nl:Doel (plaats)）に立地する原子力発電所である。アントウェルペン中心部の北西約20kmのスヘルデ川沿いに位置し、オランダ国境までの距離は約3kmである。
4基の原子炉があり、総出力2923 MW、職員数は1000人以上である。
- 1号機 ： 1968年発注、1975年2月15日運転開始、2025年2月15日運転終了予定[1][2]。
- 2号機 ： 1968年発注、1975年12月1日運転開始、2025年12月1日運転終了予定[1][2]。
- 3号機 ： 1974年-1975年発注、1982年10月1日運転開始、2022年10月1日運転終了予定[1][2]。
- 4号機 ： 1974年-1975年発注、1985年7月1日運転開始、2025年7月1日運転終了予定[1][2]。
  - 2020年9月、欧州の商用炉として初めて事故耐性燃料を装荷[4]。

## ベルギーの原子力政策とドール発電所
1・2号機は、2003年1月に成立した「商業原子力発電からの段階的撤退に関する法律」により2015年運転終了予定であったが、2009年10月、事業者が再生可能エネルギー研究・開発へ資金提供することなどを条件に10年間延長された。
しかし稼働に必要な法整備が、弱い政権下で進まないまま、2011年に日本で福島第一原子力発電所事故が発生し、ドール発電所の運転再開はいったん白紙撤回されることとなった。この措置に伴い、原子炉は2015年に閉鎖が予定されていたが、白紙撤回後にベルギー国内の電力需給が悪化。2015年-2016年の冬期間には電力不足が予測されたことから、再び発電所の運転再開が決定するという二転三転の展開となった
1号機はこの法律の規定で、2015年2月に運転停止、同年12月30日に運転を再開したが、3日後の2016年1月2日に自動停止した。2015年11月、火災事故が発生した。2016年3月22日のテロ事件（2016年ブリュッセル爆発）の標的として計画されていたと報じられている。
欧州司法裁判所は2019年7月29日、上記の運転延長に際しての環境影響調査が不十分だったとして、改めて調査を求めた。ただし、電力供給への「深刻な脅威」があれば発電は可能との判断を示し、即時の停止は命じなかった。 